# Свиново (Владимирская область)
Свиново — упразднённая деревня в Вязниковском районе Владимирской области России.

## География
Урочище находится в северо-восточной части области, в зоне хвойно-широколиственных лесов, в пределах Волжско-Окского междуречья, к югу от автодороги 17Н-134, к северу от реки Тары, на расстоянии примерно 21 километра (по прямой) к северо-западу от города Вязники, административного центра района.

### Климат
Климат характеризуется как умеренно континентальный. Средняя температура воздуха самого холодного месяца (января) — −11,1 °C (абсолютный минимум — −48 °С), средняя максимальная температура воздуха (июля) — +23,3 °С (абсолютный максимум — +37 °С). Годовое количество атмосферных осадков составляет около 607 мм, из которых 413 мм выпадает в период с апреля по октябрь.

## История
В «Списке населенных мест Владимирской губернии по сведениям 1859 года» населённый пункт упомянут как владельческая деревня Вязниковского уезда, расположенная при пруде, в 28 верстах от уездного города. В деревне насчитывалось 19 дворов и проживало 124 человека (62 мужчины и 62 женщины).
По состоянию на 1905 год, в Свинове имелся 21 двор и проживало 130 человек. В административном отношении деревня входила в состав Мстерской волости.
По данным 1926 года в деревне имелось 23 хозяйства и проживало 132 человека (66 мужчин и 66 женщин). Являлась частью Яблонского сельсовета.